# Schallschatten
Ein Schallschatten (engl. acoustic shadow) oder eine Schallabschattung entsteht, wenn sich auf dem direkten Schallweg von der Schallquelle zum Hörer oder zum Mikrofon Hindernisse befinden, z. B. Säulen oder Menschen. Die entstehende Abschattung (Schattenraum) ist ein Gebiet verminderten Schalldrucks oder Schalldruckpegels auf der schallquellen-abgewandten Seite des Hindernisses.

## Schattengrenze
Alle Schallanteile, deren Wellenlänge größer als die Ausdehnung der Hindernisse sind, werden um das Hindernis herumgebeugt. Der Schallschatten wird durch diese Schallbeugung „aufgehellt“, er ist daher – wie bei der Beugung von Licht – kein scharfer Schatten, sondern eine breite Zone mit mehr oder weniger ausgeprägten Klangverfärbungen, d. h. „Verdumpfungen“ des Klangbilds. Die Schallgrenze oder Schattengrenze ist mehr oder weniger verwaschen.

### Berechnung
Die Wirkung eines Hindernisses im Schallfeld ist umso stärker, je größer das Hindernis ist:
- ist der Durchmesser des Hindernisses nur doppelt so groß wie die Wellenlänge λ, dann wird der Schall immer noch fast vollständig um das Hindernis herum gebeugt.
- Erst wenn die Ausdehnung d des Hindernisses größer als das Fünffache der Wellenlänge ist, entsteht für die Frequenz f und höhere ein hörbar verdumpfender Schallschatten. Die Schattengrenze liegt also bei:

{\displaystyle d=5\cdot \lambda =5\cdot {\frac {c}{f}}}
mit der Schallgeschwindigkeit c = 343 m/s bei 20 °C.

## Abschattung der Ohrmuscheln
Mit dem Kopf als Hindernis schatten sich die Ohrmuscheln gegenseitig ab. Aufgrund des geringen Ohrabstandes d = 21 cm wird der Schallschatten erst von einer recht hohen Frequenz an wirksam:
{\displaystyle \Leftrightarrow f=5\cdot {\frac {c}{d}}} = 5 · 343 m/s / 0,21 m = 8200 Hz
Daraus ergeben sich Verschiebungen des Frequenzgangs, die es dem Ohr ermöglichen, nicht nur – über die Laufzeit und den Pegel – rechts von links zu unterscheiden, sondern auch vorne von hinten und oben von unten (Richtungshören). Dieser Effekt wird etwa in Raumklang-Simulationen über geeignete Hochpassfilter an bestimmten Kanälen erzeugt.

## Raumakustik und Schallschutz
Um den Schallschatten auszunutzen, werden in der Praxis vielfach Trennwände als Schallhindernisse zur akustischen Trennung der Schallwellen eingesetzt. Für die begrenzte Wirkung solcher Schallschirme verantwortlich ist das Eindringen von Schall in den Schattenbereich hinter dem Hindernis aufgrund von Beugungseffekten.

### Wirksamkeit einer Abschirmung

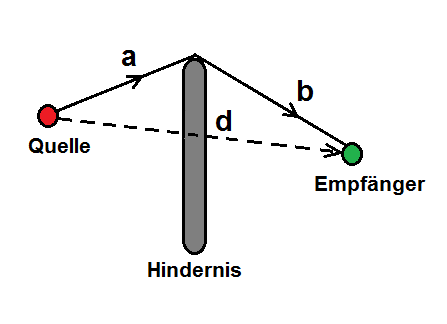
Einfluss eines Hindernisses auf Schallausbreitung (Seitenansicht).
d ist die direkte Distanz zwischen Quelle und Empfänger.

1968 präsentierte der Japaner Maekawa ein Modell zur Berechnung der Schallabschirmung an langen ebenen Wänden. Als Basis dienten eine Reihe von Messungen, deren Ergebnis als Funktion der aus der Optik bekannten Fresnel-Zahl {\displaystyle N_{F}} ausdrückt wurden. Ergebnis ist ein empirisches Gesetz, nach dem man die Schallpegeldifferenz {\displaystyle \Delta L} berechnen kann, die durch das Hindernis verursacht wird.
{\displaystyle \Delta L=L_{\text{frei}}-L_{\text{Hindernis}}=10\cdot \log(3+20N_{F})\;\mathrm {dB} }
mit
- der Fresnel-Zahl {\displaystyle N_{F}={\frac {\delta }{\tfrac {\lambda }{2}}}}
  - der Wegdifferenz {\displaystyle \delta =(a+b)-d} zwischen der Sichtlinie {\displaystyle d} und dem indirekten Weg {\displaystyle a+b} um das Hindernis herum.

Alle Punkte, die unterhalb der Sichtlinie der Quelle liegen, weisen eine Pegelabsenkung von mindestens 5 dB auf.
Das Modell ermöglicht auch negative Fresnel-Zahlen bis -0,1 für Punkte oberhalb der Sichtlinie:
{\displaystyle \delta =d-(a+b)<0}
{\displaystyle \Rightarrow -0,1<N_{F}<0}
Da dieses Gesetz nur empirisch ermittelt wurde, hat es einen limitierten Einsatzbereich: Distanzen von weniger als 100 m zwischen Schallquelle und Empfänger sowie Hindernisse von mindestens 1 m Höhe. Die Entfernung spielt eine entscheidende Rolle, da für derart kurze Distanzen von annähernd linearer Schallausbreitung ausgegangen werden kann – Wetterphänomene und Temperaturgradienten haben noch keinen Einfluss.

## Medizin

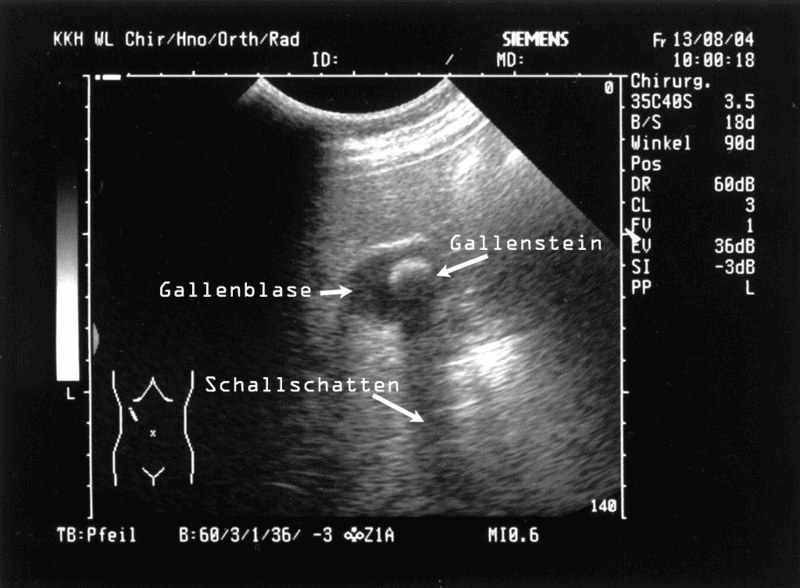
Sonographisches Bild eines Gallensteins mit dahinter liegendem Schallschatten.

In der Sonographie bezeichnet man die Bildauslöschung hinter einer stark reflektierenden ("echoreichen") Struktur als Schallschatten. Eine im klinischen Alltag häufige Ursache für einen Schallschatten sind Gallensteine.